# دیگو سانچز (بازیکن فوتبال، زاده ۱۹۹۰)
دیگو سانچز (انگلیسی: Diego Sánchez؛ زادهٔ ۴ مهٔ ۱۹۹۰) بازیکن فوتبال اهل اسپانیا است.
از باشگاه‌هایی که در آن بازی کرده‌است می‌توان به باشگاه فوتبال فوئنلابرادا و باشگاه فوتبال پومفرادینا اشاره کرد.